# Бобухівщина (заказник)
Бобухівщина — ботанічний заказник місцевого значення у Золотоніському районі Черкаської області.

## Опис
Заказник площею 2,0 га розташовано на південно-східній околиці смт Іркліїв та східній околиці с. Скородистик.
Як об'єкт природно-заповідного фонду створено рішенням Черкаського обвиконкому від 28.04.1993 р. № 14-91. Землекористувач або землевласник, у віданні якого перебуває заповідний об'єкт — СКВ «Міжгір'я».
Територія заказника має форму своєрідного майданчика, вершина якого орієнтована на південний захід до русла Дніпра. Майданчик по периметру обмежений глибокою траншеєю із нішами, очевидно, із часів Другої світової війни. Південний схил крутий, поширенні угруповання костиці борознистої (Festuca sulcata), ковили волосистої (Червона книга України). У напрямку до Дніпра крутизна схилу збільшується, зменшується задернованість і на виході в заплаву взагалі зникає, а борт тераси тут прямовисний. Особливо важливим є наявність фітоценозів за участю ковили волосистої, молочая Сегієріва (Euphorbia seguieriana), молочая прутовидного (E. virgultosa), лікарських рослин: звіробою звичайного, лещиці волотистої, суховершок (Prunella vulgaris), полину гіркого.